# Рамочное соглашение
Рамочное соглашение — документ, который определяет договорённость сторон о том, как будет происходить сотрудничество. Впоследствии эти договорённости должны (вероятно, с некоторыми изменениями) воплотиться в контракте. Условия рамочного соглашения не являются окончательными и детализированными.
Рамочное соглашение — договор, в котором определяется какая-то часть условий поставок, устанавливаются принципы сотрудничества, но могут быть не определены отдельные существенные условия (конкретные объёмы закупок, цены, сроки и т. д.).
Рамочное соглашение не должно нарушать антимонопольное законодательство, а лицо, его заключающее, должно иметь соответствующие полномочия.
Рамочное соглашение в некоторых случаях является предварительным договором (статья 429 Гражданского кодекса РФ). Рамочное соглашение может также предусматривать, например, цены на единицу продукции, но не содержать соглашения об объемах поставляемых товаров, работ, услуг (например, соглашение об организации систематических перевозок грузов, связи, юридических услугах и т. п., конкретные объёмы которых наперёд неизвестны).
Гражданским Кодексом Российской Федерации (Статья 429.1. Рамочный договор, введена Федеральным законом от 08.03.2015 N 42-ФЗ) введено определение.
1. Рамочным договором (договором с открытыми условиями) признается договор, определяющий общие условия обязательственных взаимоотношений сторон, которые могут быть конкретизированы и уточнены сторонами путем заключения отдельных договоров, подачи заявок одной из сторон или иным образом на основании либо во исполнение рамочного договора.
2. К отношениям сторон, не урегулированным отдельными договорами, в том числе в случае незаключения сторонами отдельных договоров, подлежат применению общие условия, содержащиеся в рамочном договоре, если иное не указано в отдельных договорах или не вытекает из существа обязательства.
Более того, в науке гражданского права далеко не все учёные признают право на существование подобной категории. Рамочное соглашение по своей правовой природе является договором. Поэтому в отношении него действуют все условия гражданского законодательства, связанные с действительностью договора, его формой, моментом заключения и т. д. В частности, договор считается заключённым, если стороны достигли согласия в отношении всех существенных условий договора, к которым относятся условия о предмете договора (в договоре купли-продажи это наименование товара и его количество), условия, являющиеся существенными в силу закона, условия, по поводу которых согласование необходимо по желанию любой из сторон. Поскольку же, как было сказано, рамочное соглашение может не содержать некоторых существенных условий (например, количества, цены или срока), то во многих случаях оно может быть признано незаключённым (не создавшим каких-либо прав или обязанностей и поэтому необязательным для исполнения), например, при отношениях по поставке, подрядных отношениях и других.
В банковском деле договор (соглашение) об открытии кредитной линии также является рамочным.
Существуют открытые конкурсы на заключение рамочных договоров.

## Примеры
- Охридские соглашения, закончившие конфликт в Македонии в 2001 г.